# Giancarlo Cella
Giancarlo Cella (ur. 5 września 1940 w Bobbio) – włoski piłkarz, występujący podczas kariery na pozycji obrońcy.

## Kariera klubowa
Karierę piłkarską Giancarlo Cella rozpoczął w czwartoligowej Piacenzy w 1957. W 1958 trafił do pierwszoligowego Torino FC. W Torino zadebiutował w Serie A 19 października 1958 w wygranym 1-0 meczu z Triestiną. W 1959 odszedł do drugoligowej Novary, by po roku powrócić do Torino. W sezonie 1965/66 był zawodnikiem Catanii, a 1966/67 i 1967/68 Atalanty BC. Lata 1968–1971 spędził w Interze Mediolan. W barwach nerroazurrich zadebiutował 8 września 1968 w zremisowanym 1-1 meczu Pucharu Włoch z Lecco. Ostatni raz w barwach czarno-niebieskich wystąpił 28 marca 1971 w wygranym 1-0 meczu ligowym z Catanią. Z Interem zdobył mistrzostwo Włoch w 1971. W Interze rozegrał 59 spotkań (42 w lidze, 8 w europejskich pucharach i 9 w Pucharze Włoch) oraz strzelił bramkę (z Newcastle w Pucharze Miast Targowych)(4 w lidze, 2 w europejskich pucharach oraz 8 w Pucharze Włoch). W Interze pożegnał się z Serie A, w której w latach 1958–1971 w Serie A Cella rozegrał 235 spotkań, w których zdobył 7 bramek. Karierę zakończył w trzecioligowej Piacenzy w 1972.
| Sezon   | Klub            | Kraj   | Rozgrywki | Mecze | Bramki |
| ------- | --------------- | ------ | --------- | ----- | ------ |
| 1957/58 | Piacenza Calcio | Włochy | Serie IV  | 7     | 3      |
| 1958/59 | Torino FC       | Włochy | Serie A   | 5     | 1      |
| 1959/60 | Novara Calcio   | Włochy | Serie B   | 32    | 7      |
| 1960/61 | Torino FC       | Włochy | Serie A   | 30    | 4      |
| 1961/62 | Torino FC       | Włochy | Serie A   | 28    | 0      |
| 1962/63 | Torino FC       | Włochy | Serie A   | 2     | 0      |
| 1963/64 | Torino FC       | Włochy | Serie A   | 27    | 0      |
| 1964/65 | Torino FC       | Włochy | Serie A   | 20    | 0      |
| 1965/66 | Calcio Catania  | Włochy | Serie A   | 28    | 0      |
| 1966/67 | Atalanta BC     | Włochy | Serie A   | 23    | 0      |
| 1967/68 | Atalanta BC     | Włochy | Serie A   | 30    | 0      |
| 1968/69 | Inter Mediolan  | Włochy | Serie A   | 17    | 0      |
| 1969/70 | Inter Mediolan  | Włochy | Serie A   | 19    | 0      |
| 1970/71 | Inter Mediolan  | Włochy | Serie A   | 6     | 0      |
| 1971/72 | Piacenza Calcio | Włochy | Serie C   | 33    | 0      |

## Kariera reprezentacyjna
Giancarlo Cella ma za sobą występy w olimpijskiej reprezentacji Włoch. W 1959 zdobył z Włochami złoty medal Igrzysk Śródziemnomorskich. W 1960 roku pojechał na Igrzyska Olimpijskie, na których Włochy zajęły czwarte miejsce. Na turnieju we Włoszech wystąpił w meczach z Wielką Brytanią i Węgrami.

## Kariera trenerska
Po zakończeniu kariery piłkarskiej Cella od razu został trenerem swojego ostatniego klubu w czasie kariery piłkarskiej Piacenzy. Potem przez wiele lat pracował na różnych stanowiskach w Interze. Prowadził również m.in. Pavię, Carpi i SPAL.